# گمینا نووودوور
گمینا نووودوور (به لهستانی:  Gmina Nowodwór) یک گمینا در لهستان است که در شهرستان رکی واقع شده‌است. گمینا نووودوور ۷۱٫۷۲ کیلومتر مربع مساحت و ۴٬۳۱۱ نفر جمعیت دارد.